# Going to California
Going to California – ballada folkowa brytyjskiego zespołu rockowego Led Zeppelin, wydana w 1971 na czwartym, niezatytułowanym, studyjnym albumie zespołu, nieformalnie nazywanym Led Zeppelin IV.
W 2012 roku magazyn „Rolling Stone” umieścił utwór na 11. miejscu na swojej liście 40 najlepszych piosenek zespołu Led Zeppelin.

## Kompozycja
„Going to California” to piosenka w stylu folk. Page użył do nagrania utworu alternatywnego strojenia gitary (D–A–D–G–B–D lub podwójnego strojenia D).
Piosenka początkowo miała opowiadać o trzęsieniach ziemi w Kalifornii i powstała po tym, jak Jimmy Page, inżynier dźwięku Andy Johns i menedżer zespołu Peter Grant udali się do Los Angeles, aby zmiksować album Led Zeppelin IV, i przypadkowo doświadczyli niewielkiego trzęsienia ziemi. Początkowo utwór nosił tytuł „Guide to California”.
Według dziennikarza muzycznego Nicka DeRiso, inspiracją dla powstania utworu była również piosenka „I Had a King” z debiutanckiego albumu Joni Mitchell. W wywiadzie dla magazynu „Spin” Plant przyznał, że „tekst może być trochę krępujący, ale podsumowuje okres jego życia, kiedy miał 22 lata”.

## Występy na żywo
Na żywo, zespół wykonywał utwór podczas swoich akustycznych koncertów, po raz pierwszy grając go podczas trasy koncertowej po Wielkiej Brytanii wiosną 1971 roku.  Jedna z wersji koncertowych, z występu Led Zeppelin w Earls Court w 1975 roku, została wydana na DVD na drugim dysku albumu Led Zeppelin DVD i ponownie na jednym z wydań albumu Mothership. Piosenka była również wykonywana na wszystkich koncertach podczas trasy koncertowej Led Zeppelin po Stanach Zjednoczonych w 1977 roku.
Utwór był wykonywany podczas solowych tras koncertowych Planta w latach 1988/1989 oraz na koncercie w Knebworth w 1990 roku. Zagrał ją ponownie podczas trasy koncertowej Mighty ReArranger, z akompaniamentem kontrabasu i syntezatora.

## Inne wersje utworu
Inna wersja piosenki została wydana pod tytułem „Going to California (Mandolin / Guitar Mix)” na drugim dysku zremasterowanej, dwupłytowej edycji deluxe albumu Led Zeppelin IV. Jest to instrumentalna wersja utworu nagrana 29 stycznia 1971 roku z inżynierem Andym Johnsem.

## Personel
- Jimmy Page – gitara akustyczna, produkcja
- Robert Plant – śpiew
- John Paul Jones – mandolina
- Andy Johns – inżynier dźwięku